# رولكس

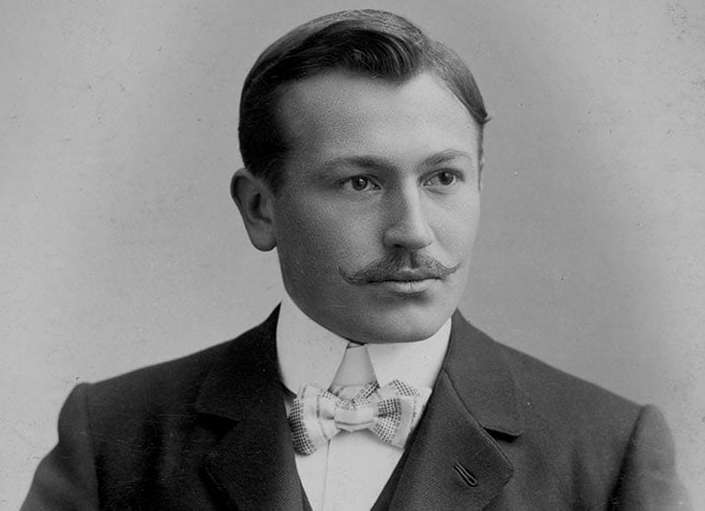
هانس ويلزدورف مؤسس رولكس

رولكس (بالإنجليزية: Rolex)‏ اسم لماركة تجارية سويسرية متخصصة بساعات اليد والاكسسوارات. ومعروفة بارتفاع أسعار ساعاتها وقد يتراوح سعر الساعة من بضعة ألاف من الدولارات إلى مئات الألوف منها. وارتبطت ساعات رولكس بالثراء والأثرياء وأصبحت مثال للدخل العالي والنجاح بالإضافة لثراء مقتنيها. تميزت رولكس كذلك بريادتها في مجال التصميم والموضة على مدار عقود وسنوات.

## خلفية تاريخية
تأسست شركة رولكس سنة 1905م على يد هانس ويلزدورف الألماني الجنسية وأخ زوجته ألفريد ديفس حيث كانو يقيمون وقتها في بريطانيا وكانوا يستوردون ساعات سويسرية الصنع ويضعونها في صناديق فاخرة مصنوعة في بريطانيا وكانو يبيعونها للصاغة حيث كان الصاغة يضيفون أسمائهم على الساعات المستوردة. كان ويلدسدورف وديفس يضيفون حرفي "W&D" على العلب المباعة للصاغة و"W&D" ترمز الأول حرفين من شركة ويلدسدورف وديفس.
في عام 1908 قام هانس ويلزدورف بتسجيل اسم العلامة التجارية رولكس واشتقاق الاسم يبقى سر مجهول بالرغم من أن بعض الناس يعتقد أن الاسم مشتق من الفرنسية "horlogerie exquise" ومعناها الساعات المختارة بعناية.

### البدايات المبكرة
أسس ألفريد ديفيس وصهره هانس ويلزدورف شركة ويلسدورف آند ديفيس، الشركة التي أصبحت فيما بعد رولكس إس إيه Rolex SA، في لندن عام 1905. كان النشاط التجاري الرئيسي لويلسدورف وديفيس في ذلك الوقت يتضمن استيراد الحركة السويسرية لهيرمان إيجلر إلى إنجلترا ووضعها في علب ساعات مصنوعة بواسطة دينيسون وآخرون. تم بيع ساعات اليد المبكرة هذه للعديد من تجار المجوهرات، الذين قاموا بعد ذلك بوضع أسمائهم الخاصة على القرص. كانت الساعات الأولى من Wilsdorf& Davis تحمل عادةً علامة "W&D" داخل العلبة الخلفية.
عام 1908، سجلت ويلسدورف العلامة التجارية "رولكس"، والتي أصبحت الاسم التجاري لساعات ويلسدورف وديفيس. افتتح مكتب في لا شو دو فون في سويسرا. أراد ويلسدورف أن يكون اسم العلامة التجارية سهل النطق بأي لغة، وأن يكون قصير بما يكفي ليناسب وجه الساعة. كان يعتقد أيضًا أن اسم "رولكس" كان ذو محاكاة صوتية، يبدو وكأنه ملفوف في ساعة.
أثناء الحرب العالمية الأولى، صنعت رولكس ساعات الخندق.[بحاجة لمصدر أفضل] في نوفمبر 1915، غيرت الشركة اسمها إلى روليكس واتش المحدودة. في عام 1919، نقل هانز ويلسدورف الشركة من إنجلترا إلى جنيف بسويسرا، بسبب الأعمال الثقيلة التي أعقبت الحرب. الضرائب المفروضة على الواردات الفاخرة ورسوم التصدير المرتفعة على الفضة والذهب المستخدمة في علب الساعات. في عام 1919، تم تغيير اسم الشركة رسميًا إلى "Montres Rollex SA" ولاحقًا في عام 1920 إلى "Rolex" SA.

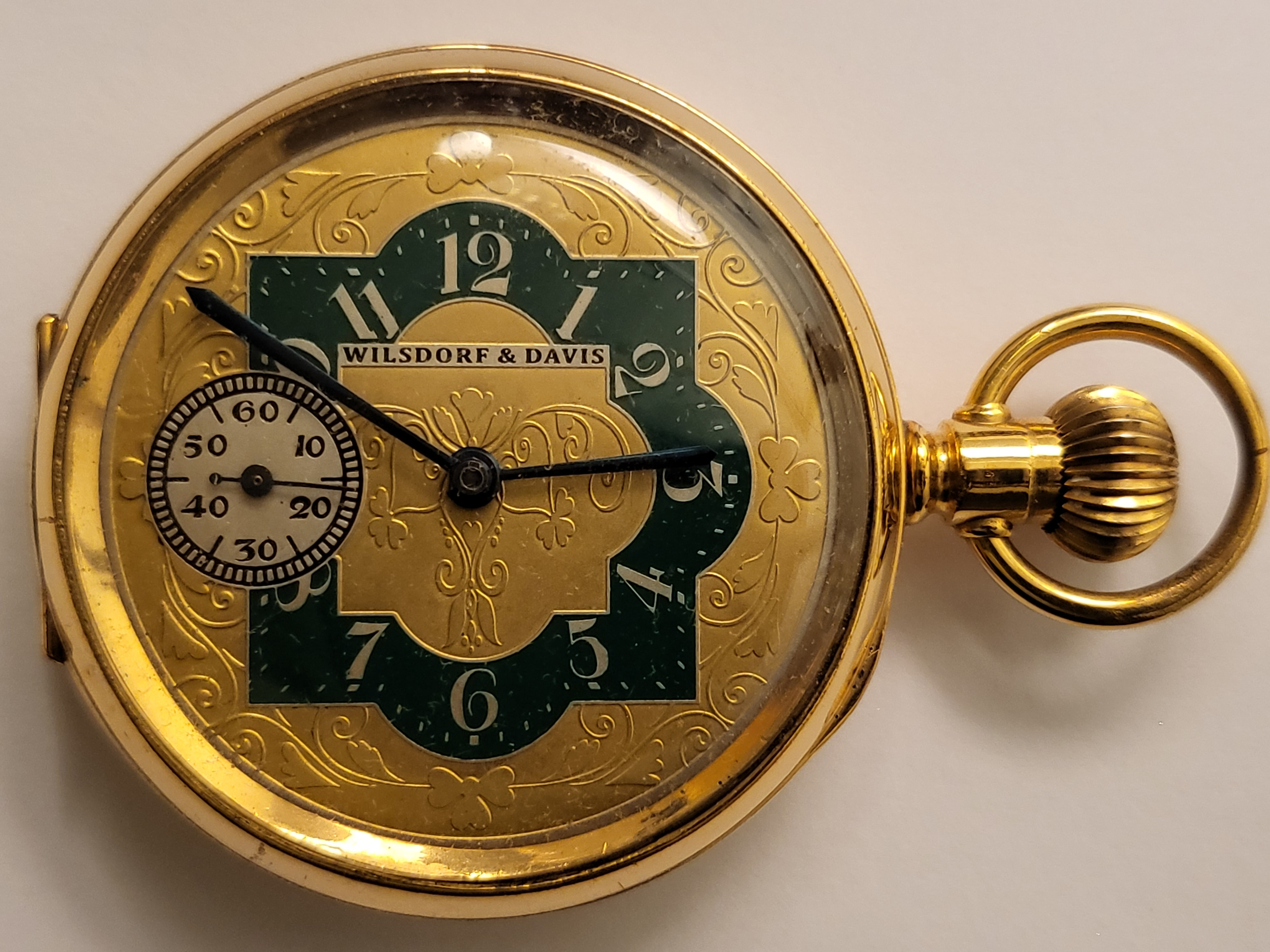
ساعة الجيب Wilsdorf & Davis. كانت شركة Wilsdorf & Davis بمثابة مقدمة لما سيصبح رولكس

مع الاهتمام بالمخاوف الإدارية، حول ويلزدورف انتباه الشركة إلى التحدي التسويقي: تسرب الغبار والرطوبة تحت القرص والتاج، مما أدى إلى ايقاف الحركة للساعات. لمعالجة هذه المشكلة، في عام 1926 قام صانع علب خارجي بإنتاج ساعة يد مقاومة للماء والغبار لرولكس، وأطلق عليها اسم "أويستر". اشترت رولكس براءة الاختراع الأصلية المنسوبة إلى بول بيريجو وجورج بيريه، والتي سمحت بتعديل الساعة مع الحفاظ على الحماية من دخول الماء، وتم تسويقها بكثافة. تتميز الساعة بعلبة محكمة الغلق توفر الحماية المثلى للحركة.

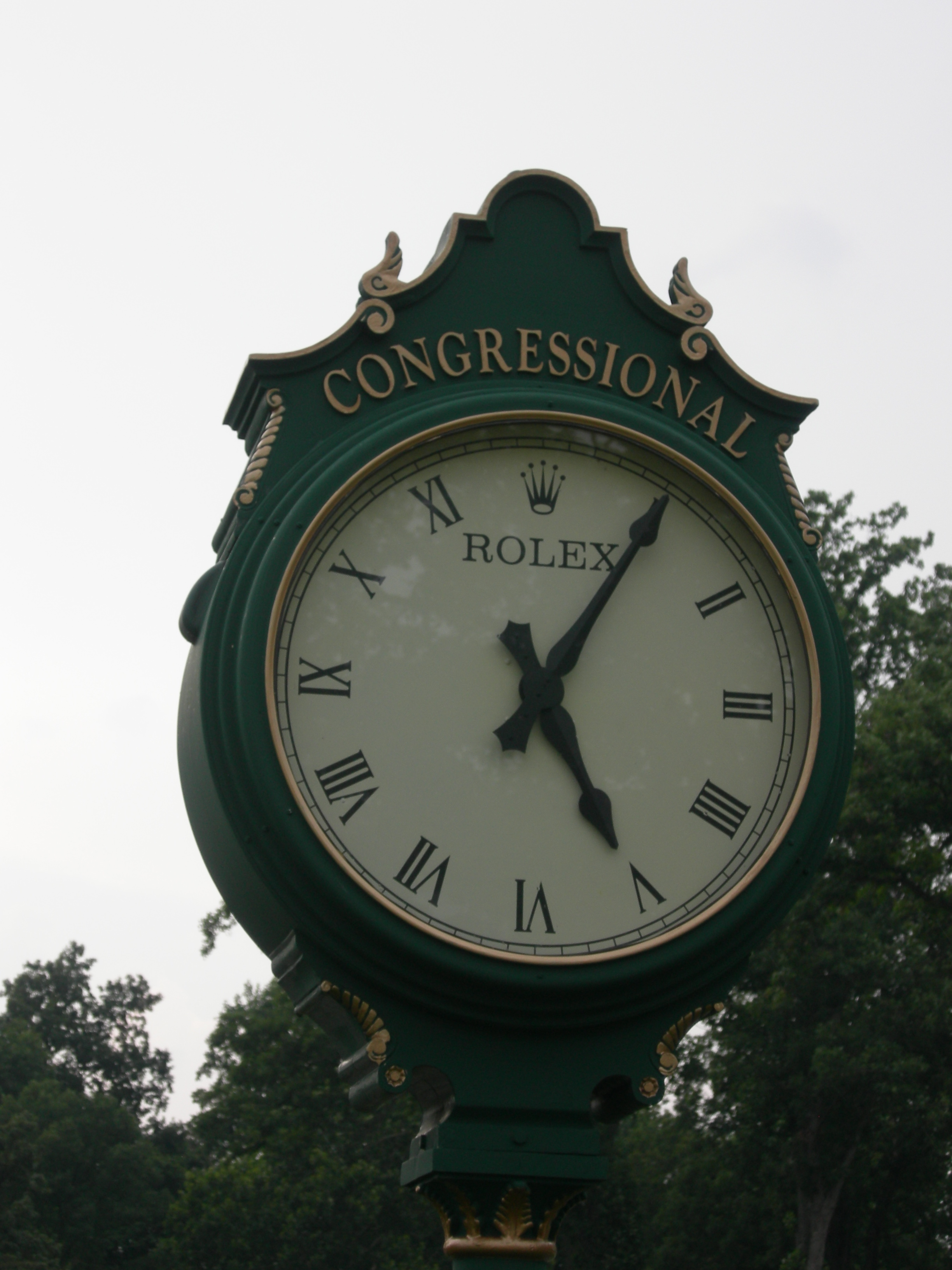
ساعة بالقرب من نادي الكونجرس الريفي من صنع رولكس

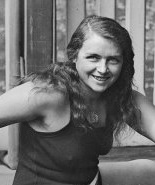
مرسيدس جليتسي

وكعرض عملي للتسوي، أغرقت رولكس نماذج أويستر في أحواض السمك وعرضتها على نوافذ نقاط البيع الرئيسية. عام 1927، سبحت السباحة البريطانية مرسيدس جليتسي في القناة الإنجليزية وعلى عندقها ساعة روليكس أويستر، لتصبح أول سفيرة لرولكس. للاحتفال بهذا الإنجاز، نشرت رولكس إعلان على صفحة كاملة على الصفحة الأولى من صحيفة ديلي ميل لكل عدد لمدة شهر كامل تعلن فيه نجاح الساعة خلال السباحة التي تزيد عن عشر ساعات.
عام 1931 سجلت رولكس براءة اختراع لآلية تعبئة ذاتية تسمى الدوار الدائم، وهي عبارة عن لوحة نصف دائرية تعتمد على الجاذبية للتحرك بحرية. وفي المقابل، أصبحت ساعة أويستر تُعرف باسم Oyster Perpetual.
عند وفاة زوجته في عام 1944، أنشأ ويلسدورف مؤسسة هانز ويلزدورف، وهي مؤسسة خاصة، ترك فيها جميع أسهم رولكس الخاصة به، مما يضمن أن بعض دخل الشركة سيذهب للأعمال الخيرية. توفي ويلسدورف في عام 1960، ومنذ ذلك الحين امتلك صندوق مؤسسة هانز ويلزدورف شركة رولكس أس ايه وأدارها.

## الوقف الخيري
تعد مؤسسة هانز ويلزدورف، التي تمتلك شركة رولكس أس ايه، مؤسسة خيرية سويسرية مسجلة وتدفع معدل ضرائب أقل. عام 2011 رفض المتحدث باسم رولكس تقديم أدلة بشأن مبلغ التبرعات الخيرية. التبرعات المقدمة من مؤسسة ويلسدورف، والتي أثارت العديد من الفضائح بسبب انعدام الشفافية. في جنيف، حيث يقع مقر الشركة، يقال إنها أهدت، من بين أمور أخرى، مبنيين سكنيين للمؤسسات الاجتماعية في جنيف.

## الشركات التابعة
تقدم شركة رولكس أس ايه منتجات تحت العلامتين التجاريتين رولكس وتيودور. شركة ساعات تيودور ‏ قامت بتصميم وتصنيع وتسويق ساعات تيودور منذ 6 مارس 1946. تصور مؤسس رولكس، هانز ويلسدورف، أن يقوم تيودور بإنشاء منتج لوكلاء رولكس المعتمدين لبيعه، مما يوفر الموثوقية والاعتمادية التي تتمتع بها رولكس، ولكن بسعر أقل. كان عدد ساعات رولكس محدودة بالمعدل الذي يمكن أن تنتجه رولكس الحركات الداخلية للساعة، وبالتالي تم تجهيز ساعات تيودور في الأصل بحركات قياسية تابعة لجهات خارجية مقدمة من ETA SA أثناء استخدام علب وأساور ذات جودة من رولكس. منذ عام 2015، بدأت تيودور في تصنيع الساعات ذات الحركات الداخلية. النموذج الأول الذي تم تقديمه بحركة داخلية كان علم تيودور الشمالي Tudor North Flag. بعد ذلك، تم أيضا تجهيز الإصدارات المحدثة من Tudor Pelagos وTudor Heritage Black Bay بعيار داخلي.

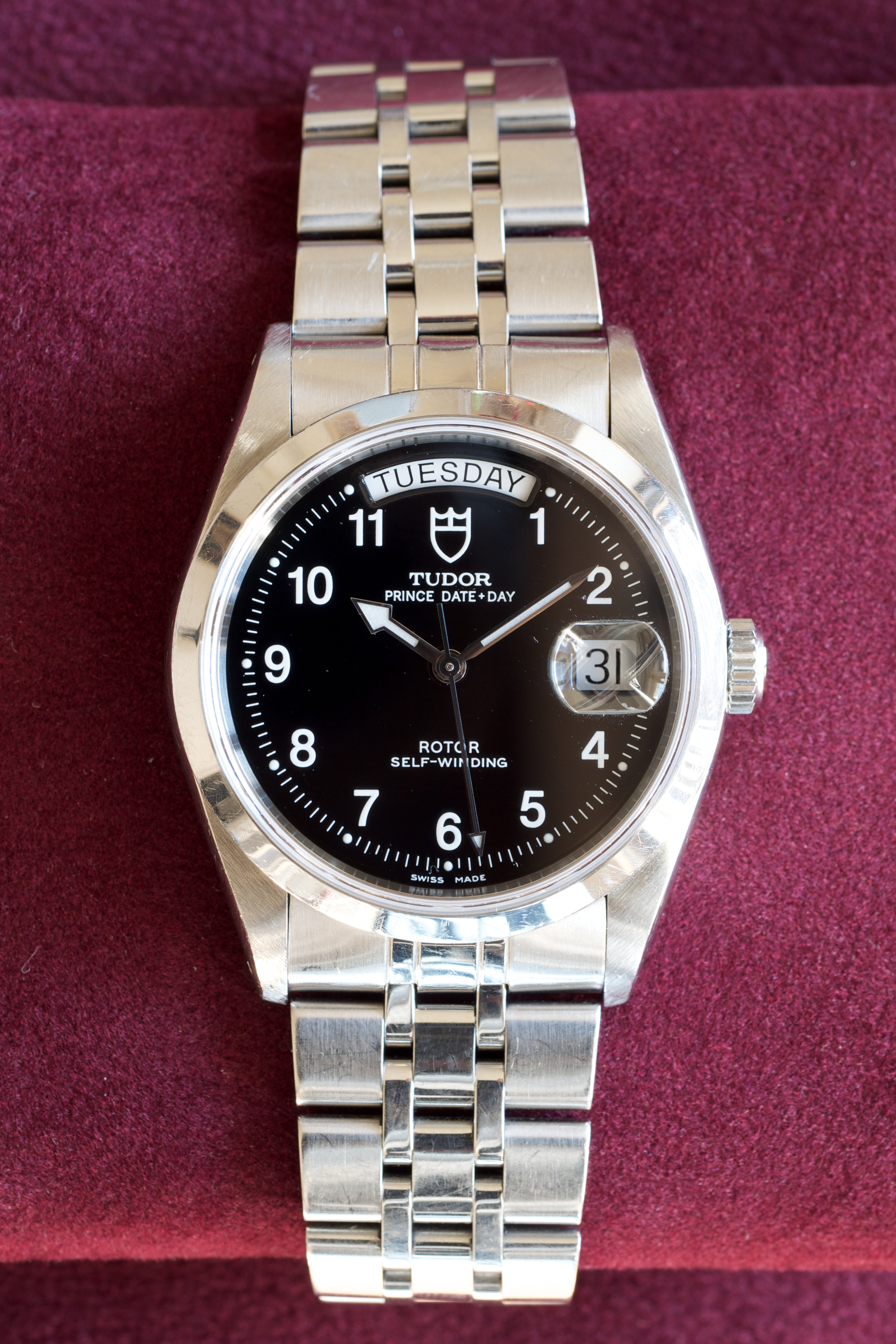
Wristwatch Tudor Prince Date Day (ref. 76200)

يتم تسويق وبيع ساعات تيودور في معظم دول العالم. أوقفت شركة Montres Tudor SA مبيعات الساعات التي تحمل علامة Tudor في الولايات المتحدة في عام 2004، لكن Tudor عادت إلى سوق الولايات المتحدة في صيف عام 2013، وإلى المملكة المتحدة في عام 2014.

## الإنتاج
تأتي كل ساعة رولكس مزودة برقم تسلسلي فريد، مما يساعد في تحديد فترة الإنتاج التقريبية. تم تقديم الأرقام التسلسلية لأول مرة في عام 1926 وتم إصدارها بشكل تسلسلي حتى عام 1954، عندما أعيد تشغيل رولكس من #999,999 إلى #0. في عام 1987، تمت إضافة حرف واحد إلى الرقم التسلسلي المكون من 6 أرقام، وفي عام 2010، وحتى الوقت الحاضر، قدمت رولكس أرقامًا تسلسلية عشوائية.

## حركات الكوارتز

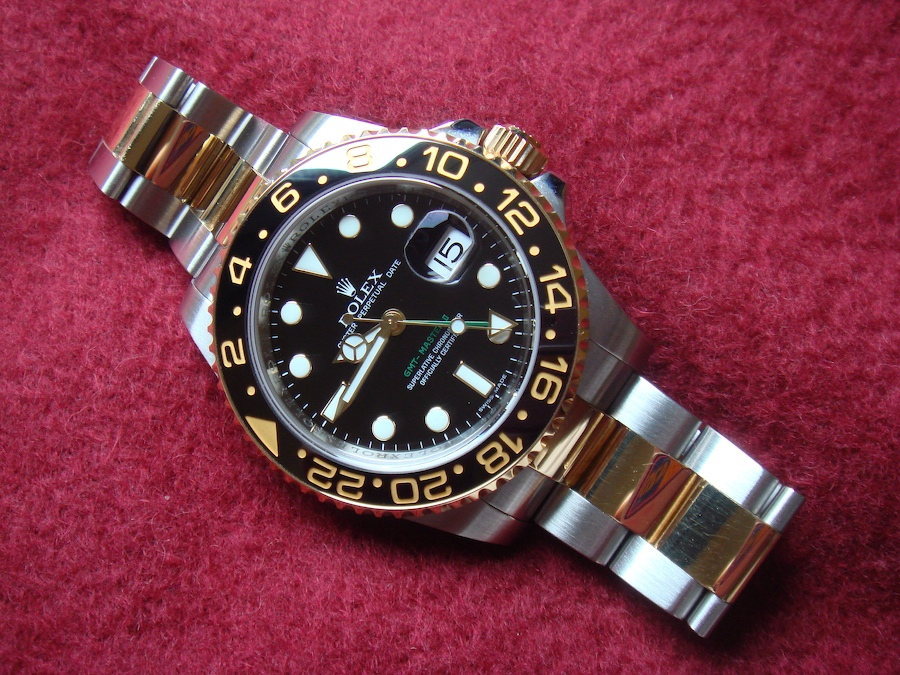
Rolex GMT Master II الذهب والفولاذ المقاوم للصدأ (ref. 116713LN)

بينما تنتج رولكس في الغالب الساعات الميكانيكية، فقد شاركت أيضًا في تطوير حركات ساعة الكوارتز الأصلية. على الرغم من أن رولكس لم تصنع سوى عدد قليل جدًا من نماذج الكوارتز لخط أويستر الخاص بها، إلا أن مهندسي الشركة كان لهم دور فعال في تصميم وتنفيذ هذه التكنولوجيا خلال أواخر الستينيات وأوائل السبعينيات. في عام 1968، تعاونت رولكس مع اتحاد مكون من 16 مصنعًا للساعات السويسرية لتطوير حركة الكوارتز "بيتا 21" المستخدمة في رولكس "كوارتز ديت" 5100 جنبًا إلى جنب مع المصنوعات الأخرى بما في ذلك ساعات أوميغا إليكتروكوارتز. في غضون خمس سنوات تقريبًا من البحث والتصميم والتطوير، ابتكرت رولكس حركة "السجل النظيف" 5035/5055 التي ستعمل في النهاية على تشغيل رولكس (Oysterquartz).

## المواد المستخدمة
من ناحية المواد، استخدمت رولكس لأول مرة الإطار الخزفي "Cerachrom" في ساعة GMT-Master II في عام 2005، ومنذ ذلك الحين قامت بإدخال إطار السيراميك في مجموعة الساعات الرياضية الاحترافية. وهي متوفرة في طرازات Submariner وSea Dweller وDeepsea وGMT Master II وDaytona. وعلى النقيض من الإطار المصنوع من الألومنيوم الذي تم استبداله، فإن لون الإطار الخزفي لا يتآكل نتيجة التعرض للأشعة فوق البنفسجية كما أنه مقاوم للخدش.
تستخدم رولكس الفولاذ المقاوم للصدأ بدرجة SAE 904L الفولاذ المقاوم للصدأ؛ في المقابل، فإن معظم الساعات السويسرية مصنوعة من الفولاذ المقاوم للصدأ316L من الفولاذ. تستخدم رولكس الدرجة الأعلى لأنها أكثر مقاومة للتآكل وتترك بريق أكثر جاذبية عند صقلها.

## نماذج مختارة

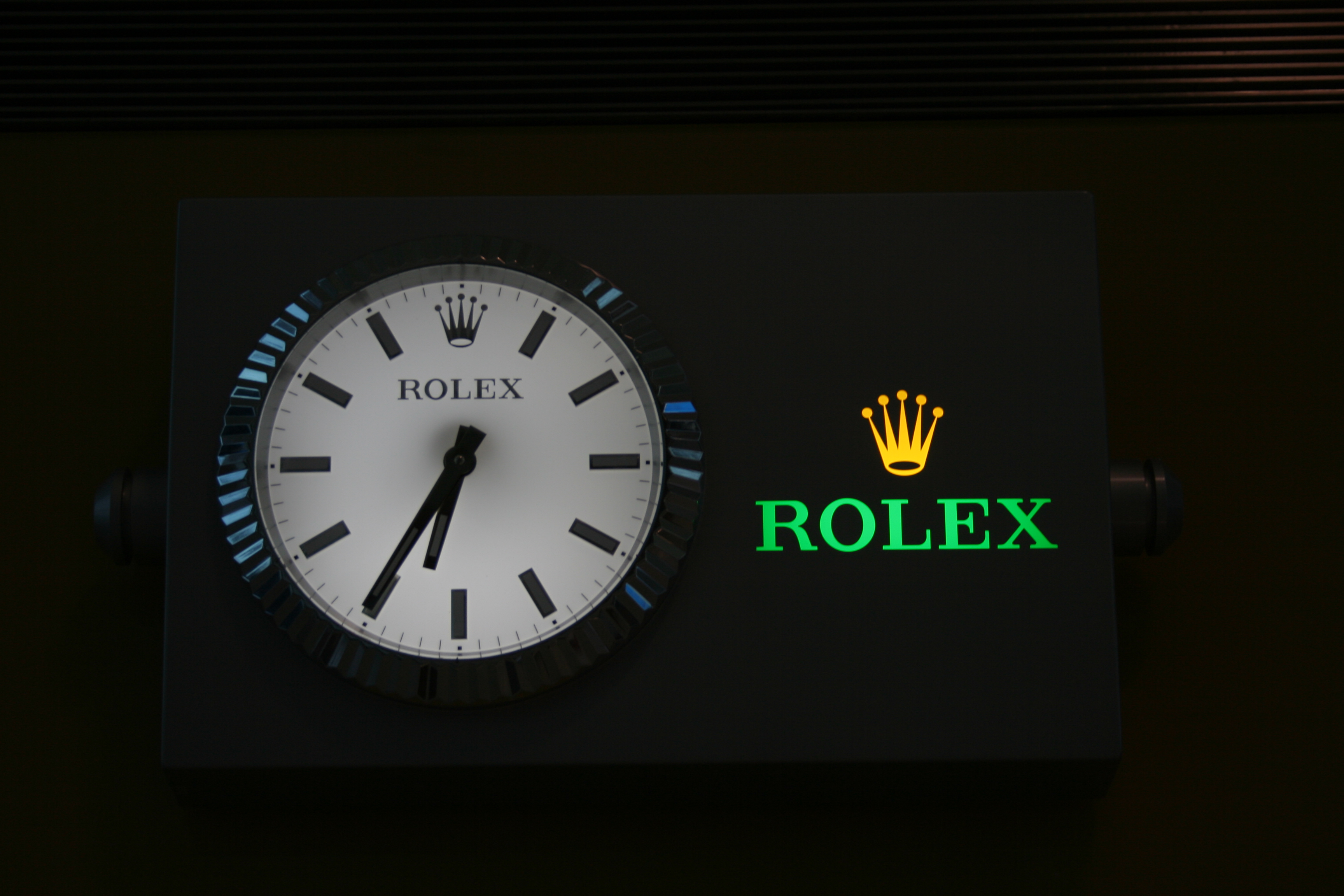
ساعة روليكس مورال في مطار دبي

بشكل عام، لدى رولكس ثلاثة خطوط للساعة: "أويستر بربتشوال" و"المحترف" و"سيليني" (خط تشيليني هو خط ساعات رولكس "الرسمية"). الأساور الأساسية لخط أويستر تحمل أسماء جوبيلي وأويستر والرئيس وبيرل ماستر. عادةً ما تكون أحزمة الساعة الموجودة في النماذج إما من الفولاذ المقاوم للصدأ أو الذهب الأصفر أو الذهب الأبيض أو الذهب الوردي. في المملكة المتحدة، يبدأ سعر التجزئة لمجموعة "Pilots" المصنوعة من الفولاذ المقاوم للصدأ (مثل جي أم تي ماستر 2 (ساعة رولكس) ‏) من جنيه إسترليني5600. الساعات المرصعة بالألماس أغلى ثمناً. أدرج كتاب ساعات المعصم العتيقة من تأليف رين هاينز من Antiques Roadshow ' تقديرًا لسعر ساعات رولكس العتيقة التي تراوحت بين 650 دولار أمريكي و75000 دولار أمريكيًا، بينما أدرج تيودور العتيقة بين الولايات المتحدة. 250 دولار أمريكي و 9000 دولار أمريكي.

### أير كنغز
أنشأ مؤسس رولكس هانز ويلزدورف خط اير برنس لتكريم طياري سلاح الجو الملكي البريطاني في معركة بريطانيا، وأصدر النموذج الأول في عام 1958. وبحلول عام 2007، تميز الإصدار 1142XX من أير كنغز بحركة معتمدة من COSC في علبة مقاس 34 مم، يعتبرها البعض نسخة مصغرة من رولكس إكسبلورر مقاس 39 مم حيث تتميز كلتا الساعتين بإشارات تصميم متشابهة جدًا؛ كانت تشكيلة أير كنغز مقاس 34 مم هي السلسلة الأقل تكلفة من Oyster Perpetual. عام 2014، تم إسقاط أير كنغز، مما جعل Oyster Perpetual 26/31/34/36/39 خط رولكس للمبتدئين. عام 2016، أعادت رولكس تقديم أير كنغز، المتوفرة كنموذج واحد (رقم 116900)، تشبه إلى حد كبير سابقاتها ولكن بعلبة أكبر بقطر 40 ملم، ودرع مغناطيسي موجود في رولكس ميلغوس Rolex Milgauss؛ في الواقع فإن أير كنغز الجديد مقاس 40 مم أرخص قليلاً من رولكس إكسبلورر مقاس 39 مم (يفتقر رولكس إكسبلورر إلى الدرع المغناطيسي ولكن حركته تحتوي على ممتصات صدمات Paraflex غير موجودة في حركة أير كنغز).

### أويستر بربتشوال
غالبًا ما يكون اسم خط الساعة في الكتالوجات هو "Rolex Oyster ______" أو "Rolex Oyster Perpetual ______"؛ رولكس أويستر وأويستر بربتشوال هما أسماء عامة وليست خطوط إنتاج محددة، باستثناء أويستر بربتشوال 26/31/34/36/39/41 وأويستر بربتشوال ديت 34. إن ساعة رولكس أويستر بربتشوال هي منتج تابع ومباشر لساعة رولكس الأصلية المقاومة للماء. ساعة أويستر تم إنشاؤها عام 1926.
توجد ضمن مجموعة أويستر بربتشوال ثلاث منتجات مختلفة؛ يتميز الإصدار 39 بحركة كاليبر 3132 مع النابض الشعري باراكروم وممتصات الصدمات بارافليكس (أويستر بربتشوال 39 هو نسخة مختلفة من رولكس إكسبلورر 39 ملم، ويشترك في نفس العلبة والسوار والمشبك والإطار والحركة، مع قرص مختلف وعقارب مختلفة). )، في حين أن الطرازين 34 و 36 لديهما عيار 3130 الذي يتميز بالنابض الشعري باراكروم، وأصغر الطرازين 28 و 31 لديهما عيار 2231. تضيف ساعة أويستر بربتشوال ديت ٣٤ (أو ببساطة ديت ٣٤) عرضًا للتاريخ وحركة التاريخ، بالإضافة إلى خيارات الإطار المخدد المصنوع من الذهب الأبيض والألماس على الميناء.
تتشابه نماذج معينة من مجموعتي ديت وديت جست تقريبًا، إلا أن ديت جست تحتوي على علبتين بقطر 36 ملم و41 ملم مقترنة بسوار 20 ملم، مقارنة بعلبة ديت بقطر 34 ملم وسوار 19 ملم. تشترك الإصدارات الحديثة من طرازي أويستر بربتشوال ديت ودايت جست في حركة رولكس ٣١٣٥، وكان التغيير الأخير في حركة ٣١٣٥ هو تقديم النابض الشعري "باراكروم بلو" من رولكس، والذي يوفر دقة متزايدة. وبما أن التاريخ وDatejust يشتركان في الحركة، فإن كلاهما لديه القدرة على ضبط التاريخ للأمام يومًا بيوم دون تعديل الوقت؛ ولا تقتصر هذه الميزة على ساعة ديت جست. بالمقارنة مع التاريخ، فإن ديت جست لديها نطاق أوسع بكثير من خيارات التخصيص، بما في ذلك معادن أخرى غير الفولاذ المقاوم للصدأ، ومواد مختلفة للقرص، والألماس الاختياري على القرص والإطار. تتميز ساعة ديت جست II، التي تم إصدارها في عام 2009، بعلبة أكبر (قطرها 41 ملم) من ساعة ديت جست القياسية وتتميز بحركة محدثة، وهي متوفرة فقط من الفولاذ مع الذهب الأبيض أو الأصفر أو الوردي على سوار أويستر. في عام 2016، أصدرت رولكس ساعة ديت جست 41، التي لها نفس علبة قطر 41 ملم مثل ديت جست 2، إلا أن ديت جست 41 تحتوي على مؤشرات أصغر وإطار أنحف مقارنة بساعة ديت جست 2.

### المجموعات المنتجة
أنتجت رولكس نماذج محددة مناسبة للغوص في أعماق البحار، ومكتشفي الكهوف، ومتسلقي الجبال، ورحالة ومستكشفي القطبي، والطيران. تضمنت النماذج الاحترافية المبكرة رولكس صب مارينر (1953) وRolex Sea Dweller (1967) ‏. تحتوي الساعة الأخيرة على صمام إطلاق هيليوم لإطلاق غاز الهيليوم المتراكم أثناء تخفيف الضغط، والذي، وفقًا لأورس ألويس إيشل، المدير السابق لدوكسا، حصلت رولكس على براءة اختراعه بالتعاون مع ساعات دوكسا.

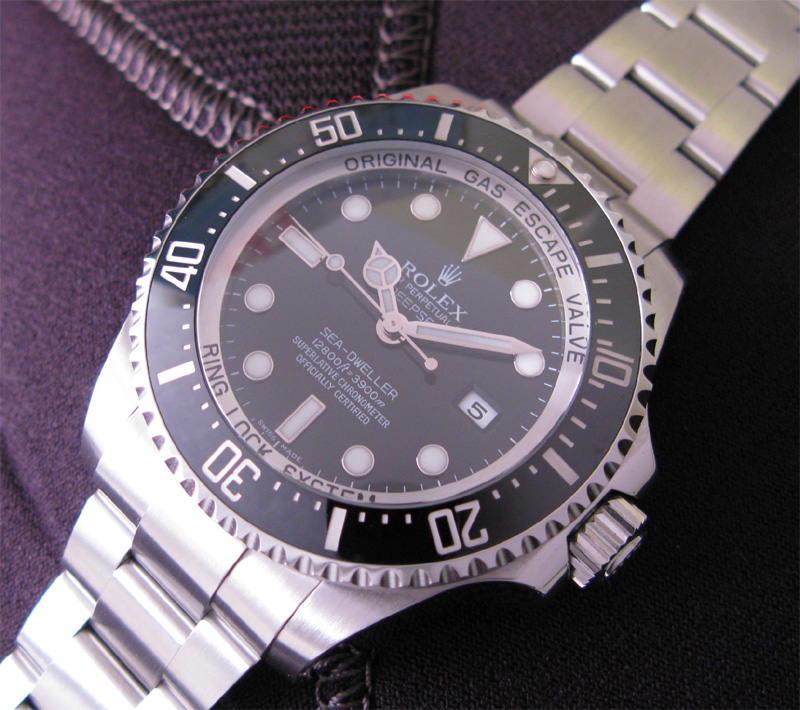
Rolex Sea Dweller Deepsea with 3,900 m depth rating (ref. 116660)

تم تطوير رولكس إكسبلورر (1953) و رولكس إكسبلورر 2 (1971) خصيصًا للمستكشفين الذين يتنقلون في الأراضي الوعرة، مثل رحالة جبل ايفرست المشهورة عالميًا. في الواقع، تم إطلاق رولكس إكسبلورر للاحتفال الصعود الناجح لجبل إيفرست في عام 1953 ‏ من قبل فريق البعثة بقيادة السير جون هانت. (تم تزويد تلك الرحلة الاستكشافية بساعات من شركتي رولكس وسميث؛ لقد كانت ساعة سميث، وليس رولكس، التي ارتداها السير إدموند إلى القمة.)
تم تصميم رولكس إكسبلورر مقاس 39 ملم لتكون "ساعة أدوات" للاستخدام القاسي والخشن، ومن ثم تحتوي حركتها على ممتصات صدمات بارافليكس مما يمنحها مقاومة أعلى للصدمات مقارنة بساعات رولكس الأخرى. رولكس مقاس 42 ملم لدى رولكس إكسبلورر 2 بعض الاختلافات المهمة عن إكسبلورر مقاس 39 مم؛ يضيف إكسبلورر 2 وظيفة التاريخ وعقرب برتقالي على مدار 24 ساعة مقترن بعلامات 24 ساعة سوداء على الإطار الثابت للمواقف تحت الأرض أو حول القطبين حيث ولا يمكن تمييز النهار عن الليل.
نموذج أيقوني آخر هو Rolex GMT Master (1955)، التي تم تطويرها في الأصل بناءً على طلب خطوط بان أمريكان العالمية لتزويد أطقمها بساعة توقيت مزدوجة يمكن استخدامها لعرض التوقيت المحلي وتوقيت جرينتش (توقيت غرينتش)، والذي كان هو المعيار الزمني الدولي للطيران في ذلك الوقت (ولا يزال في نسخته الحديثة من التوقيت العالمي المنسق (UTC) أو توقيت زولو وكان ضروري للملاحة الفلكية (الملاحة الاستكشافية) أثناء الرحلات الجوية الطويلة.

### أغلى ساعات رولكس

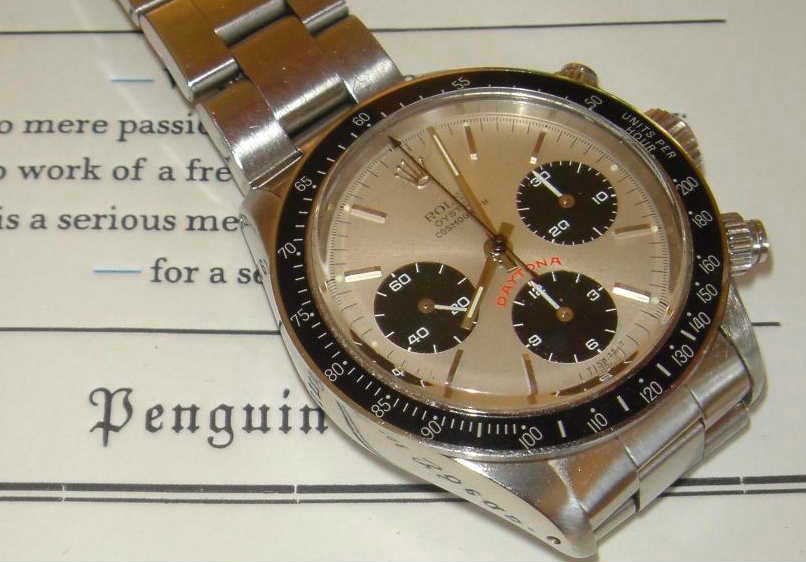
Rolex Daytona مسجل الزمن stainless steel, silver dial (ref. 6263)

في 26 أكتوبر 2017، باعت شركة فيليبس ساعة يد رولكس دايتونا (المرجع 6239)، المصنعة في عام 1968، في مزادها في نيويورك مقابل 17.75 مليون $. . تم شراء الساعة في الأصل من قبل جوان وودوارد عام 1968 وأعطتها جوان لزوجها بول نيومان كهدية. سجل سعر المزاد رقما قياسيا عند 15.5 مليون $، بالإضافة إلى قسط المشتري بنسبة 12.5٪، ليصل السعر النهائي إلى 17.752.500 دولار في مدينة نيويورك. منذ عام 2018، أصبحت أغلى ساعة يد وثاني أغلى ساعة تباع في المزاد على الإطلاق. والجدير بالذكر أنه "[في الوقت الذي أعطى فيه نيومان الساعة لجيمس كوكس [كهدية]، كانت الساعة تباع بحوالي 200 $."
في 28 مايو 2018، تم إطلاق ساعة رولكس دايتونا "يونيكورن" (المرجع 6265). تم بيع في مزاد علني من قبل شركة فيليبس مقابل 5.937 مليون $ في جنيف، مما يجعلها ثاني أغلى ساعة رولكس تباع في مزاد علني (اعتبار من عام 2018). أغلى ساعة رولكس (من حيث سعر التجزئة) أنتجها مصنع رولكس على الإطلاق كانت ساعة GMT Ice (المرجع 116769TBR) بسعر التجزئة 485.350 $.

## التسلسل التاريخي للتطوير
- في عام 1912 بدأت رولكس تصنيع ساعتها في سويسرا
- في عام 1915 تغير اسم الشركة من ويلدسدورف وديفس إلى رولكس
- في عام 1918 أنتقل مقر رولكس من بريطانيا إلى جنيف في سويسرا
- في عام 1920 ألفريد ديفس أنفصل عن رولكس وبقيت ملكيتها ل هانس ويلزدورف
- في عام 1925 تم تسجيل التاج كعلامة تجارية لرولكس
- في عام 1960 توفي مخترع رولكس هانس ويلزدورف
- في عام 1990 وصل عدد ساعات رولكس المنتجة منذ تأسيسها إلى ال 10 ملايين
- توالت إنجازات وموديلات رولكس في الظهور من 1912 إلى اليوم.

## الإبداع والابتكار
- أول شركة ساعة يد مقاومة للماء والتي أطلق عليها اسم “الصَّدَفة” Oyster عام 1926[63]
- أول شركة تصنع ساعة يدوية تعتمد على نظام شحن ذاتي تم تداولها تجاريا عام 1931
- أول شركة تصنع ساعة يدوية بغطاء عازل للماء
- أول شركة تصنع ساعة يدوية تضيف التاريخ بالإضافة للوقت على وجه الساعة
- أول شركة تصنع ساعة يدوية تبين توقيتين مختلفين على نفس وجه الساعة
- أول شركة تصنع ساعة يد مقاومة للماء لعمق 100 متر والتي عرفت باسم “الغواصة ” Submariner عام 1953
- الأهم أول شركة تحصل على شهادة اعتماد لتصنيع الآت دقيقه لضبط الوقت

## أهم ما يميز ساعات رولكس
- يتم تصنيع إطارات ساعات رولكس من فولاذ مقاوم للصدأ يعرف بـ 904L فولاذ مقاوم للصدأ، وهو مقاوم بشكل كبير للصدأ والتآكل ولكن العديد من الشركات لا تتعامل مع هذا الفولاذ وذلك لارتفاع سعره وأيضاً لصعوبة تشكيله والعمل به.
- لدى رولكس مسبكها الخاص للذهب حيث تصهر الذهب الذي تحتاجه لصناعة ساعاتها وهو يأتي بثلاث أنواع، الذهب الأصفر والأبيض والفيروزي.
- يتم تجميع كافة قطع مولدات الحركة Watch Movement لساعات رولكس يدويا داخل مصانع رولكس.
- يتم فحص ساعات الغوص الخاص برولكس بحجرات ضغط مائي تم تصنيعها خصيصاً لهذه المهمة.[64]

## نماذج الساعات

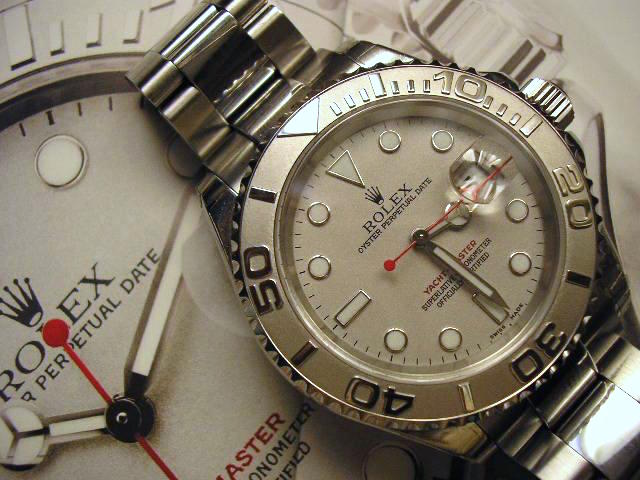
Rolex Yacht-Master
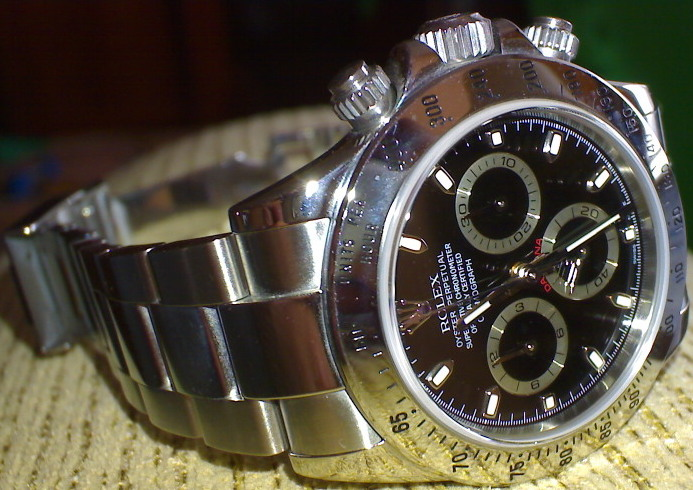
rolex Daytona stainless steel
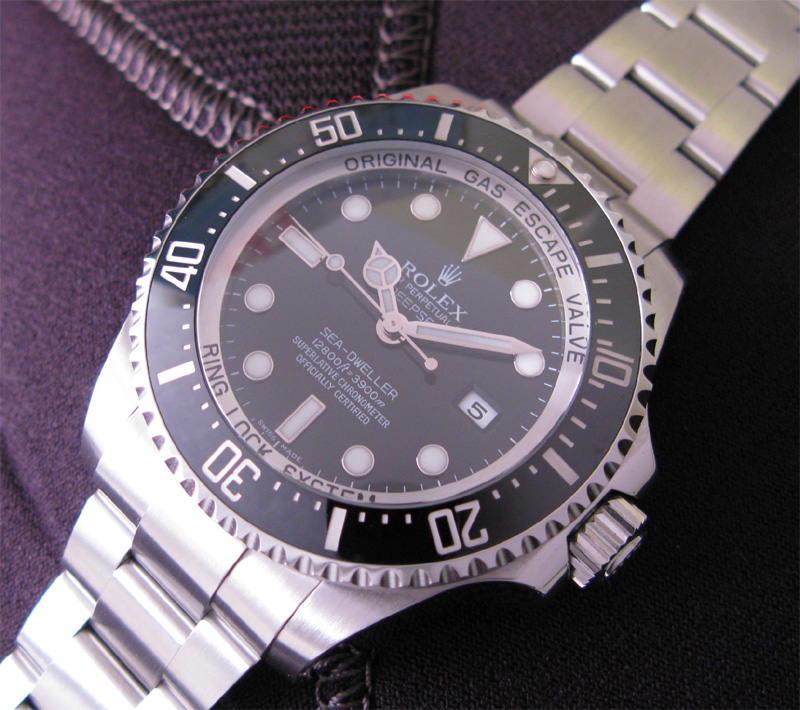
Rolex Sea Dweller Deepsea
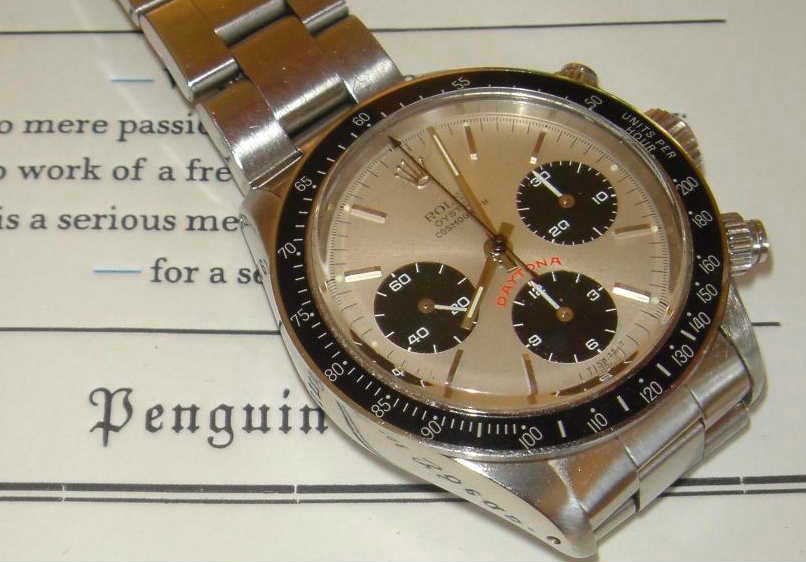
Rolex Daytona]] كرونوغراف stainless steel, white dial

## التزييف
تتعرض ساعات رولكس عادة للتزييف، وتباع في الشوارع وعبر الإنترنت.

## معرض الصور

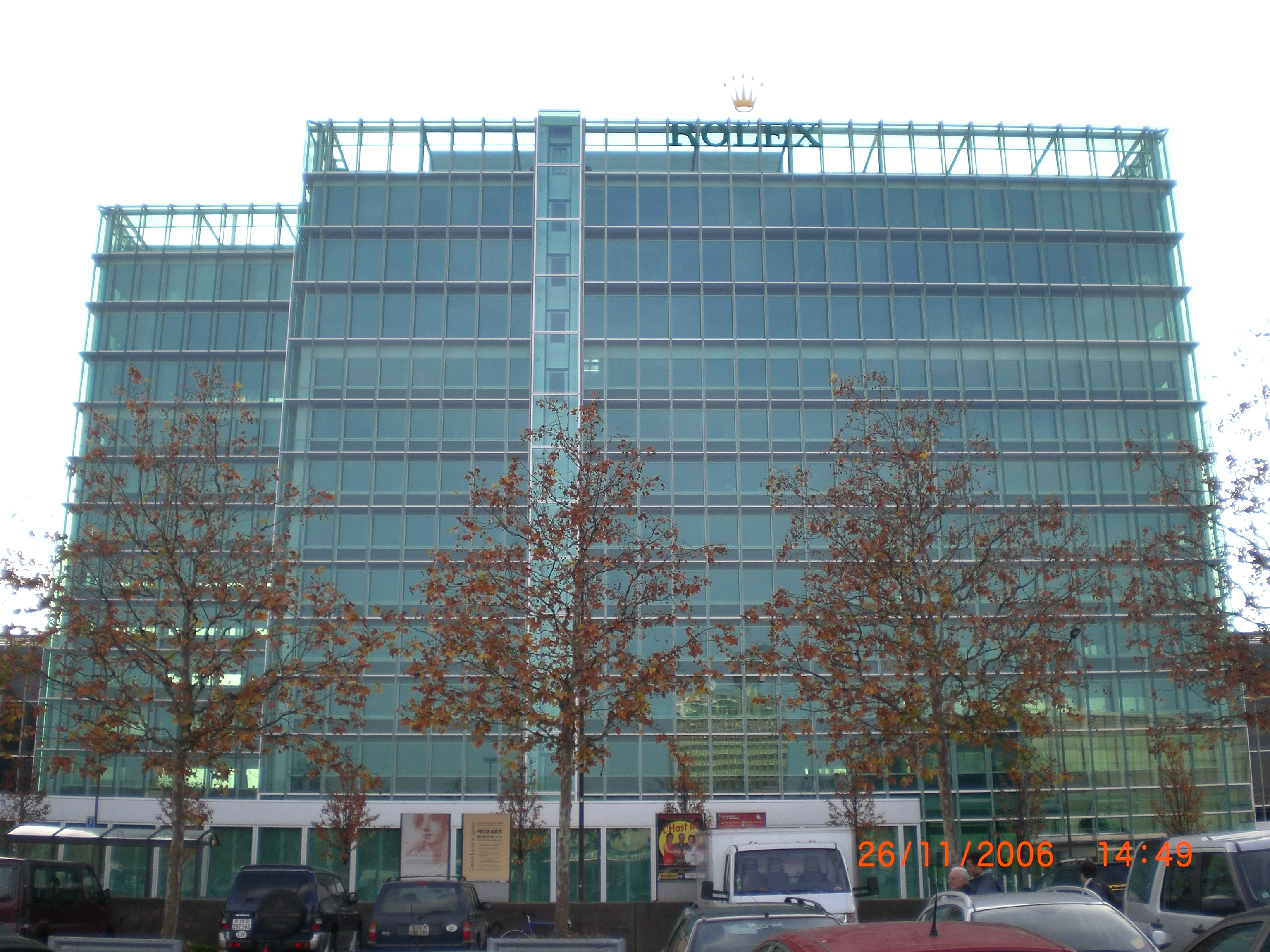
مقر رولكس الرئيسي في جنيف
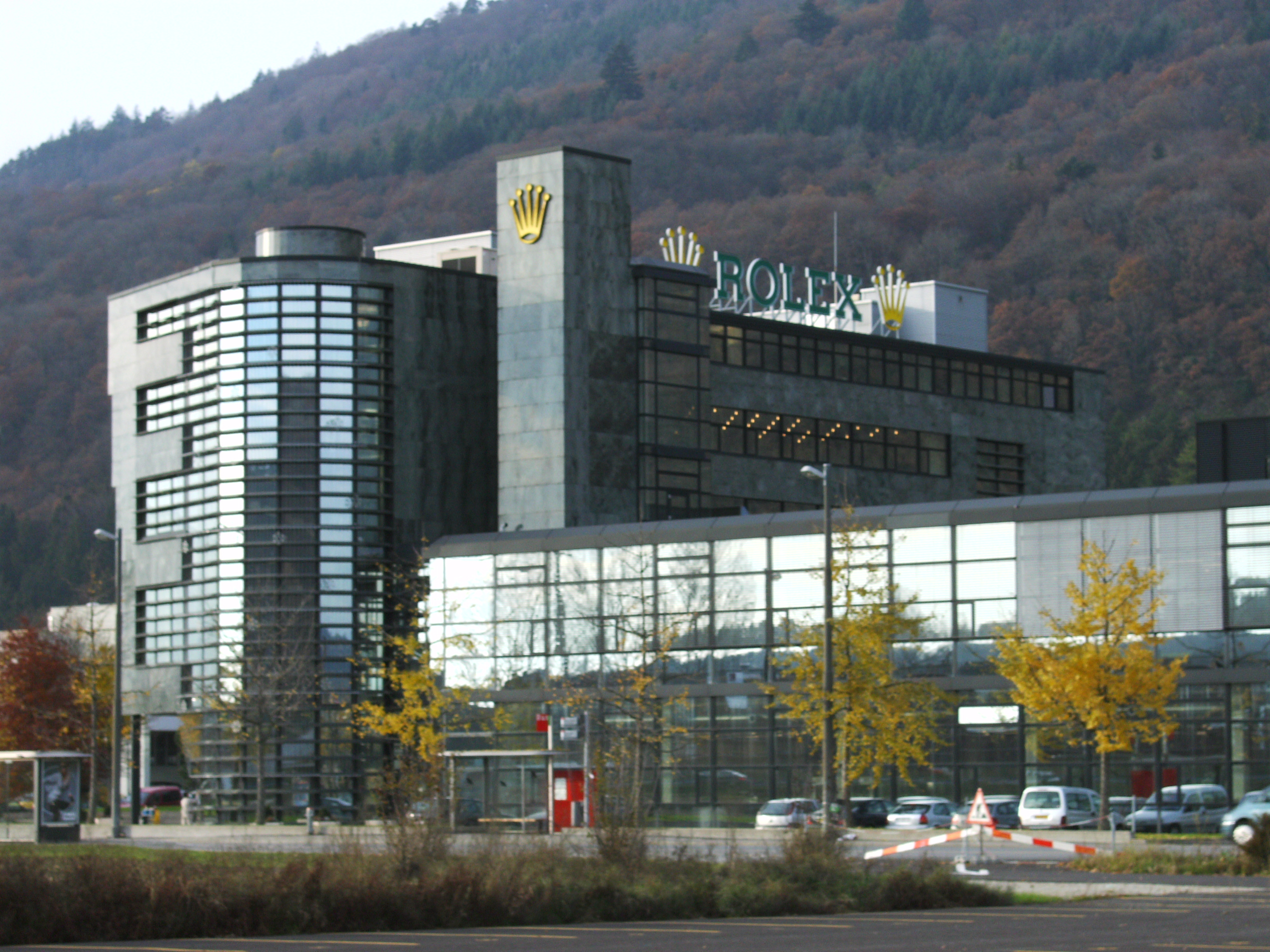
مصنع رولكس في بيال/بيان
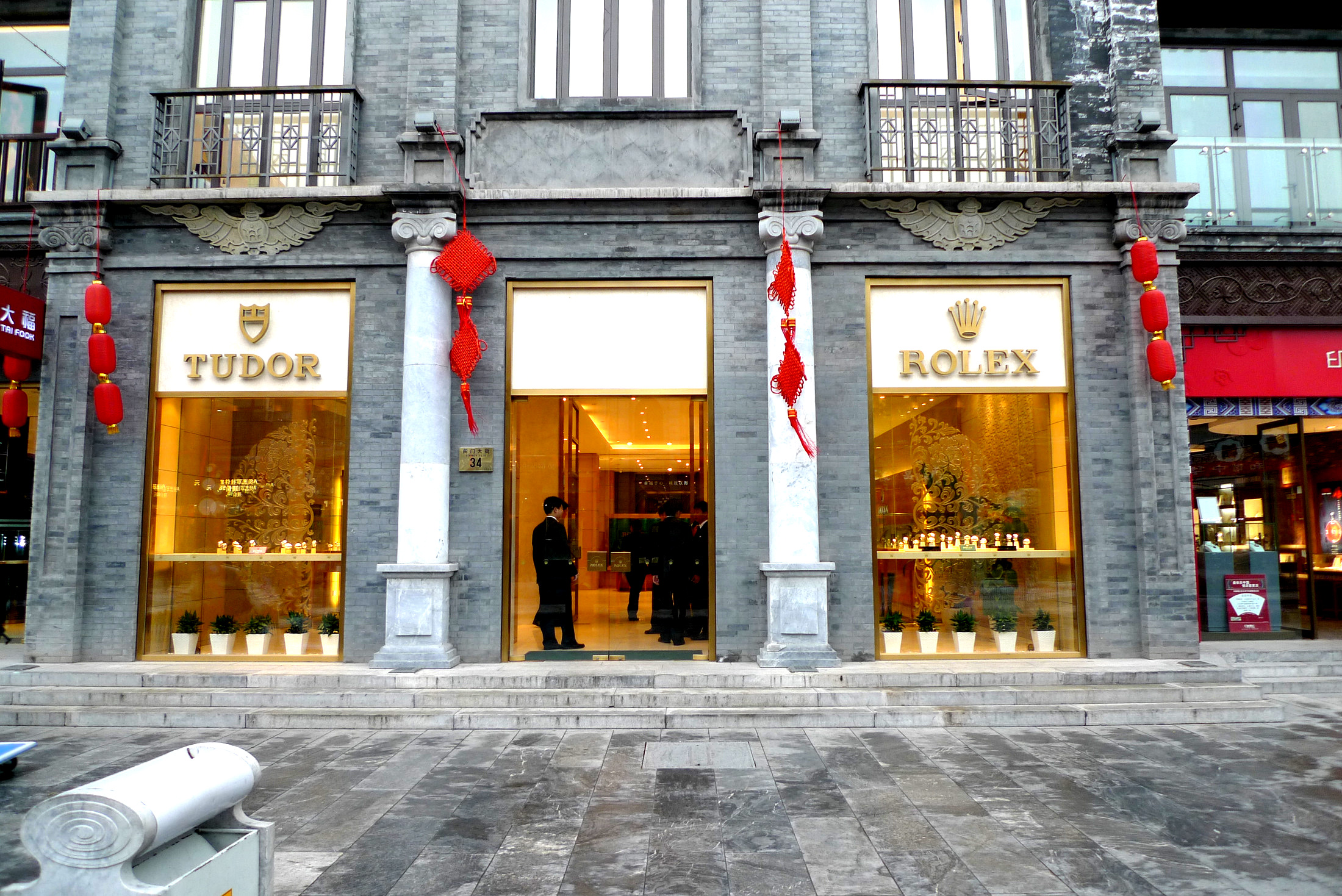
مقر رولكس في بكين
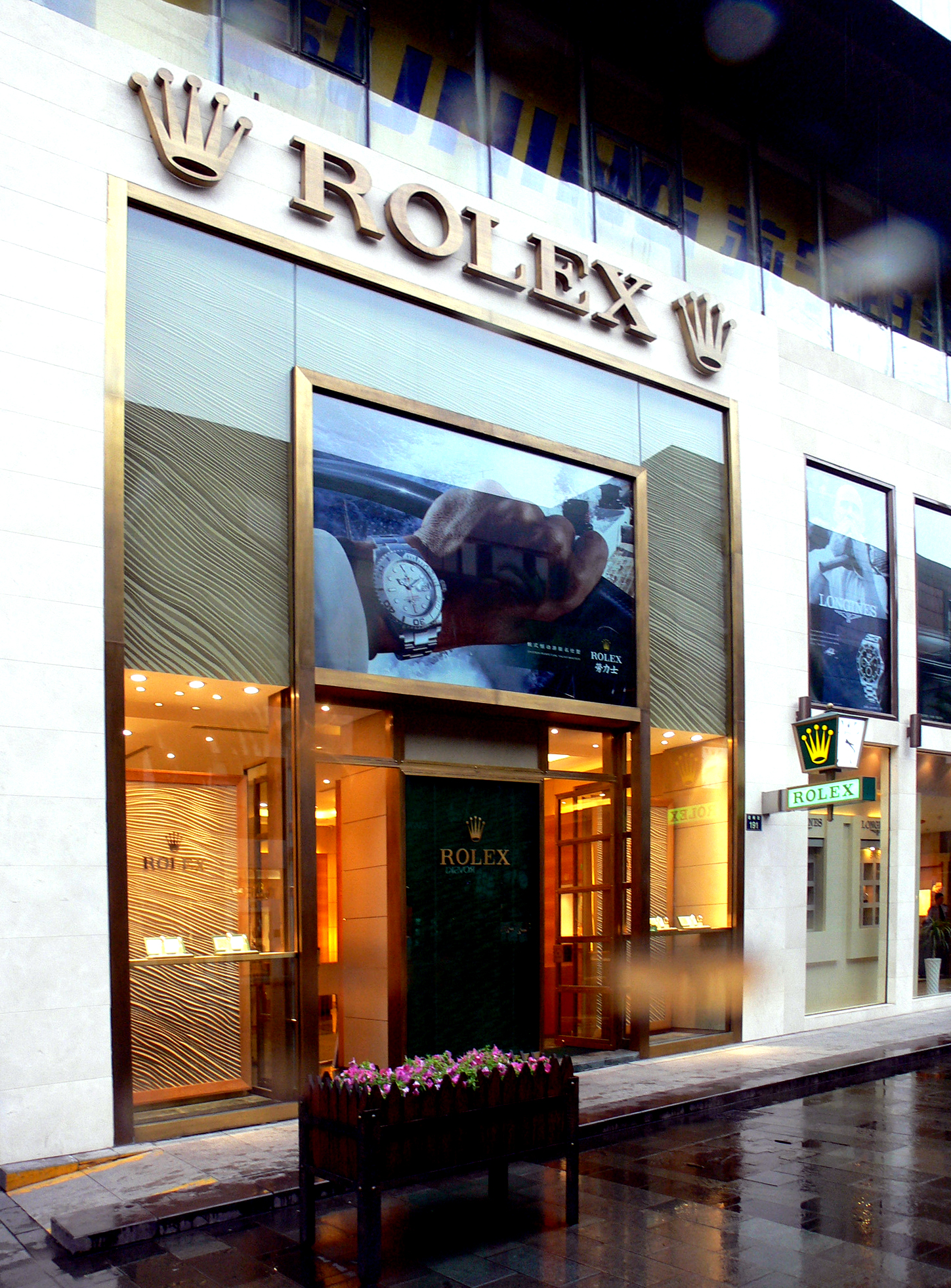
مكتب رولكس في نينغبو

## وصلات خارجية
- الموقع الرسمي